# Herman Chin Loy
Herman Chin Loy (Trelawny, 11 luglio 1948) è un produttore discografico giamaicano di musica reggae e dub, noto per le sue produzioni di fine anni sessanta inizi anni settanta di artisti quali Augustus Pablo, Dennis Brown, Alton Ellis e Bruce Ruffin e per le sue etichette discografiche Aquarius e Scorpio.

## Biografia
Dopo aver lavorato presso il negozio di dischi Beverley's di proprietà di suo cugino, Leslie Kong, Chin Loy aprì il suo negozio di dischi, l'Aquarius Record Shop, nel 1969 ad Half Way Tree, a Kingston e iniziò a lavorare come produttore discografico.
Le sue prime produzioni furono originali e innovativi strumentali come African Zulu, Shang I, Reggae In The Fields, Invasion e Inner Space suonati da musicisti quali Lloyd Charmers e The Hippy Boys.
Fu il primo produttore a servirsi del gruppo Now Generation e il primo a far incidere musica ad Horace Swaby, le cui tracce, come quelle di altri pianisti che allora registravano per lui, furono pubblicate con il nome d'arte di Augustus Pablo: il successo ottenuto da Swaby fu tale che il nome Augustus Pablo rimase a lui.
Nei primi anni settanta Chin Loy produsse anche Dennis Brown, Alton Ellis e Bruce Ruffin, il cui brano Rain raggiunse il diciannovesimo posto nella classifica dei singoli in Gran Bretagna.
Chin Loy fu il responsabile di uno dei primi album dub Aquarius Dub, pubblicato nel 1973 e mixato agli studi Dynamic da Chin Loy stesso. Il seguito di questo disco, Aquarius Dub part 2 fu pubblicato l'anno successivo.
Chin Loy aprì il primo studio di registrazione giamaicano a 24 tracce verso la metà degli anni 70, per spostare poi la sua produzione dal reggae verso altri generi. Tornò al reggae nel 1979, realizzando diversi successi nel primo periodo dello stile dancehall con artisti come Little Roy e Ernest Wilson.

## Discografia

### Album
- 1973 - Aquarius Dub (Aquarius)
- 1970-1973 - Augustus Pablo - The Red Sea (Aquarius)
- 2004 - Aquarius Rock (The Hip Reggae World Of Herman Chin-Loy) (Pressure Sounds)